# Luca Frusone
Luca Frusone, né le 18 octobre 1985 à Frosinone, est un homme politique italien.

## Biographie
En 2013, il est élu député de la 2e circonscription du Latium pour le Mouvement 5 étoiles (M5S). Il est réélu en mars 2018.
Le 21 juin 2022, il quitte le M5S pour rejoindre le groupe Ensemble pour le futur dirigé par Luigi Di Maio. Il ne se représente pas lors des élections générales anticipées du 25 septembre 2022.